# Как лиса зайца догоняла
«Как лиса зайца догоняла» — советский мультипликационный фильм, созданный в 1979 году режиссёром-мультипликатором Анатолием Солиным. В одном из эпизодов мультфильма (облёт вокруг деревьев) использован принцип тотальной мультипликации.

## Сюжет
На протяжении всего мультфильма показана погоня Лисы за Зайцем. Весь юмор ситуации заключается в том, что за этим занятием герои непринуждённо, и даже дружественно и мирно беседуют на различные жизненные и философские темы.
В конце концов Лиса устаёт и начинает жаловаться Зайцу на свою голодную жизнь. Рассудительный и неунывающий Заяц пожалел Лису и начал её убеждать в том, что жизнь не так уж плоха, просто нужно быть более уверенным в себе и дать установку: «Я смогу! Я сумею!».
Лиса вняла совету, внушила и убедила себя в своих силах, прыгнула, и… съела Зайца.

## Создатели
- Автор сценария: Григорий Остер
- Режиссёр: Анатолий Солин
- Художник-постановщик: Инна Пшеничная
- Композитор: Шандор Каллош
- Оператор: Михаил Друян
- Звукооператор: С. Абельдяев
- Роли озвучивали:
  - Ольга Аросева — Лиса
  - Георгий Вицин — Заяц
- Художники-мультипликаторы: Виолетта Колесникова, Александр Панов, Владимир Вышегородцев, Виктор Арсентьев, Галина Зеброва, Владимир Шевченко
- Ассистент режиссёра: Зинаида Плеханова
- Ассистент художника-постановщика: Татьяна Сокольская
- Ассистент оператора: Елена Кунакова
- Художники: Вера Харитонова, Геннадий Морозов
- Монтаж — Ольга Василенко
- Редактор — Аркадий Снесарев
- Директор — Нинель Липницкая

## Награды и призы
- 1979 — Приз на II Всесоюзном молодёжном кинофестивале в Москве.